# 鮎川潤
鮎川 潤（あゆかわ じゅん、1952年3月3日 - ）は、日本の犯罪学者、関西学院大学名誉教授。

## 来歴
名古屋市南区生まれ。1976年東京大学文学部第四類卒業、1981年大阪大学大学院人間科学研究科博士課程中退。同年松山商科大学専任講師、1984年金城学院大学現代文化学部助教授、1994年教授。2003年「日本の少年非行の社会学的研究」で大阪大学博士（人間科学）。2004年関西学院大学法学部教授。2021年定年退職、名誉教授。

## 著書
- 『少年非行の社会学』世界思想社 1994
- 『犯罪学入門 殺人・賄賂・非行』講談社現代新書 1997
- 『少年犯罪 ほんとうに多発化・凶悪化しているのか』平凡社新書　2001
- 『再検証犯罪被害者とその支援 私たちはもう泣かない。』昭和堂 2010
- 『少年非行　社会はどう処遇しているか』放送大学叢書 2014
- 『腐敗する「法の番人」』　平凡社新書　2024

### 編著・監修
- 『逸脱行動論』新訂版 編著 放送大学教育振興会 2006
- 『戦前期少年犯罪基本文献集 明治・大正編』全28巻 監修 日本図書センター 2009－10
- 『戦前期少年犯罪基本文献集 昭和編』全16巻 監修 日本図書センター 2011‐12

### 翻訳
- ロナルド・J.トロイヤー,ジェラルド・E.マークル『タバコの社会学 紫煙をめぐる攻防戦』中河伸俊共訳　世界思想社 1992
- J.F.グブリアム,J.A.ホルスタイン『家族とは何か その言説と現実』中河伸俊,湯川純幸共訳　新曜社 1997

## 参考
- [ISBN　978-4-7907-0944-2]
- 『現代日本人名録』2002年